# Kommunistischer Studierendenverband
Der Kommunistischer Studierendenverband (KSV; auch KSV-KJÖ) ist eine kommunistische Studentenorganisation an den österreichischen Hochschulen und eine politische Fraktion innerhalb der Österreichischen Hochschülerinnen- und Hochschülerschaft. Der KSV pflegt eine enge Beziehung zur Kommunistischen Jugend Österreichs (KJÖ).

## Geschichte
Der KSV entstand 1972. Die Vorgängerorganisation hieß Vereinigung Demokratischer Studenten (VDS). Am 29. November 1970 wurden alle eurokommunistischen Aktivisten ausgeschlossen und die Organisation in Marxistisch-Leninistische Studenten (MLS) umbenannt. Am 16. Dezember 1971 wurden dann die „orthodoxen“ Anhänger der Kommunistischen Partei Österreichs (KPÖ) ausgeschlossen, die dann die Gruppe Kommunistischer Studenten (GKS) gründete, die sich am 14. Oktober 1972 in KSV umbenannte. 2021 benannte sich der KSV von Kommunistischer StudentInnenverband in Kommunistischer Studierendenverband um.

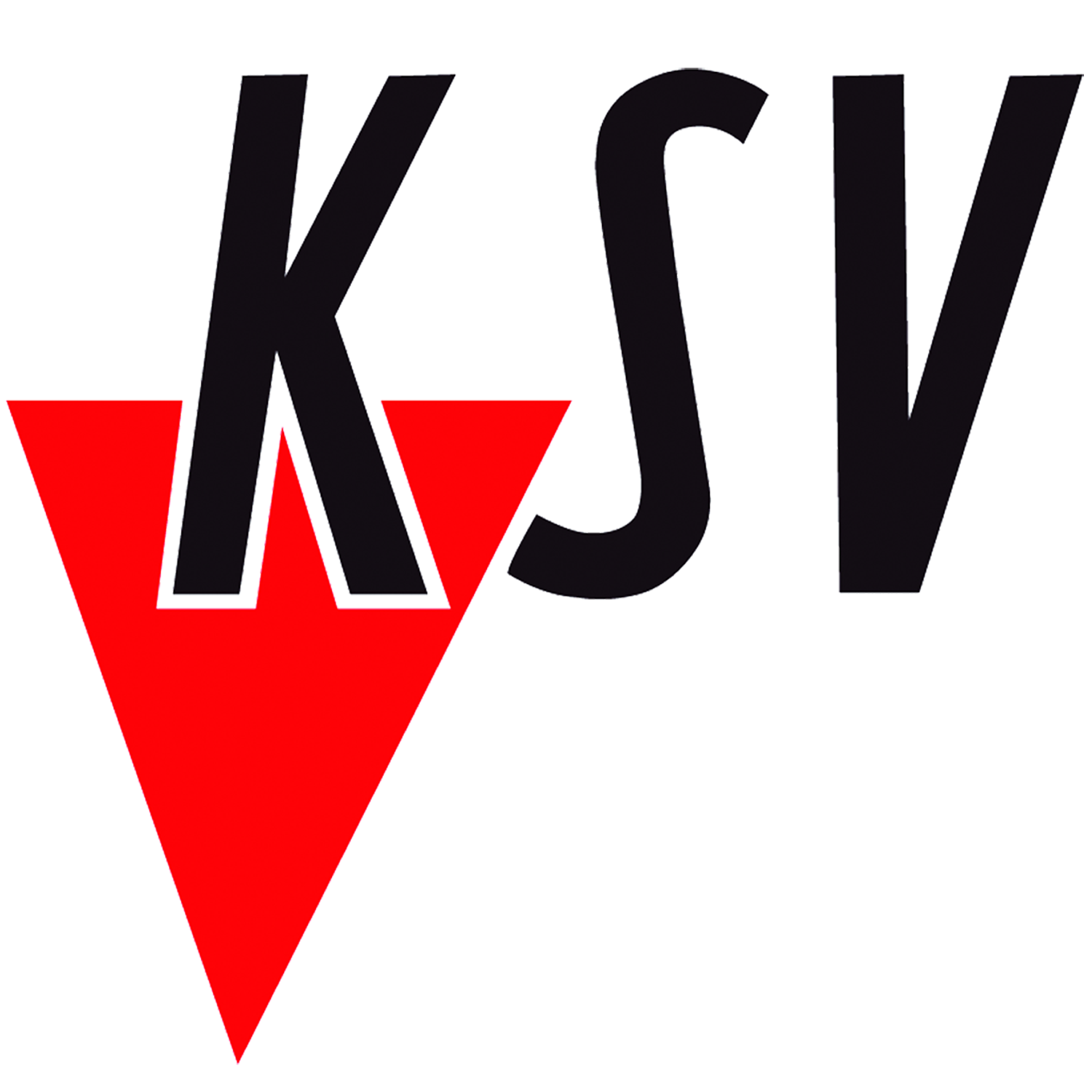
Alleinstehendes KSV Logo

### Spaltung des KSV
Vor dem Bundeskongress im Juli 2006 kam es zu einer Spaltung des KSV in zwei Listen, die beide den Anspruch auf die Bezeichnung KSV erheben. Im Rahmen der Vorbereitungen des Bundeskongresses kam es zu statutarischen Uneinigkeiten zwischen verschiedenen Strömungen im KSV. Ein Teil des Wiener KSV boykottierte schließlich den Bundeskongress und gründete den Kommunistischer Student_innenverband – Linke Liste (KSV-LiLi).
Im Gegensatz zum KSV-LiLi distanzierte sich der am Bundeskongress gewählte Vorstand des KSV mehrfach vom Kurs des KPÖ-Bundesvorstands und zeigte sich eher der KPÖ Steiermark und Gruppen, die für einen traditionelleren Kurs der KPÖ eintreten, nahestehend. Während sich der KSV vorwiegend auf Mandatare, Mitglieder und Aktivisten aus der Steiermark, Linz, Wien, Kärnten und Salzburg stützte, gründete sich der KSV-LiLi aus ehemaligen Mitgliedern und Aktivisten des KSV Wien.
Bei den ÖH-Wahlen 2007, 2009 und 2011 kandidierte der KSV an der Uni Wien als Kommunistische Jugend Österreich StudentInnen – KJÖ, während der KSV-LiLi unter Kommunistischer StudentInnenverband – Linke Liste kandidierte.
Der KSV-LiLi hält seit 2007 ein Mandat in der Universitätsvertretung der Universität Wien. Bei den ÖH-Wahlen 2009 und 2011 wurde an dieser Universität ein Direktmandat in der Bundesvertretung der Österreichischen Hochschülerinnen- und Hochschülerschaft erlangt. Des Weiteren ist der KSV-LiLi seit 2007 Teil der Exekutive an der ÖH Uni Wien.

In einem Interview von 2011 erklärte ein Vertreter des KSV-Lili, dass sie sich kategorisch vom Realsozialismus distanzieren, während der KSV von sich selbst schreibt, eine differenzierte Sicht auf die Vergangenheit zu pflegen. Außerdem solidarisiere sich der KSV mit der Palästinensischen Befreiungsorganisation (PLO), während der KSV-Lili die Souveränität Israels verteidige. In den Gremien der ÖH sei der KSV-Lili nur Steigbügelhalter der linken Mehrheit, so David Lang vom KSV. Der KSV-Lili wehrt sich gegen den Vorwurf und bekräftigt seinen Einfluss in der ÖH Uni Wien.
- KSV Mitgliedsausweis (etwa 1990)
- Mitgliedsdaten und Mitgliedsbeitragsnachweis

## Politische Positionen
Der Kommunistische Studierendenverband arbeitet eng mit der Kommunistischen Jugend Österreichs und der KPÖ Steiermark zusammen.
Zentrale Forderungen des KSV sind:
- die ersatzlose Abschaffung der Studiengebühren
- die Ausweitung von bestehenden Stipendienprogrammen
- die Installierung umfassender Unterstützungsleistungen (in den Bereichen des öffentlichen Verkehrs, der Wohnungsangebote etc.) von Seiten der öffentlichen Hand
- die Rücknahme des Universitätsgesetzes (UG 2002)

- die Abschaffung der Zugangsbeschränkungen und die Erhöhung der Budgets für die Unis.

Bildungspolitisch steht der KSV traditionell für den freien Hochschulzugang und verteidigt das allgemeinpolitische Mandat der ÖH. Die vermehrte Drittmittelfinanzierung der Universitäten durch private Unternehmen und Banken sieht der KSV sehr kritisch und fordert stattdessen eine erhöhte Finanzierung aus staatlichen Mitteln. Den Bologna-Prozess lehnt der KSV ab und setzt sich für die Wiedereinführung der Diplomstudien ein.
Der KSV versteht sich als marxistisch-leninistisch und vertritt feministische und antirassistische Positionen.

## Wahlergebnisse
Seit den ÖH-Wahlen 2005 ist der KSV konstant mit einem Mandat im Bundesgremium der Österreichischen Hochschülerinnen- und Hochschülerschaft vertreten.
Bei der ÖH-Wahl 2007 büßte der KSV nach der vollzogenen Abspaltung des KSV LiLi knapp die Hälfte seiner Stimmen ein, konnte sein Mandat aber verteidigen.
Bei den ÖH-Wahlen 2017 erreichte der KSV auf der Karl-Franzens-Universität Graz 10,7 Prozent der Stimmen und konnte so ein zweites Mandat erringen. Auf der Technischen Universität Graz (6,5 Prozent) sowie der Pädagogischen Hochschule Steiermark (11,8 Prozent) konnte jeweils ein Mandat erreicht werden.
Erstmals gewann der KSV 2019 ein Mandat an der FH Joanneum, wo er 15,4 Prozent der Stimmen erreichte. Bundesweit wurden mit Spitzenkandidat Dario Tabatabai 83 Stimmen dazugewonnen, während der KSV-Lili 257 Stimmen einbüßte. Durch die gestiegene Wahlbeteiligung ergab sich prozentual ein leichtes Minus.
Durch die coronabedingten (Teil-)Schließungen der Universitäten und Hochschulen brach die Wahlbeteiligung 2021 auf 15,7 % ein (2019: 25,8 %). Sowohl der KSV-KJÖ, als auch der KSV-Lili legten deutlich zu und stellen erstmals je zwei Mandate in der Bundesvertretung. Außerdem konnte der KSV-KJÖ erstmals ein Mandat an der Universität Wien erlangen, in der der KSV-Lili auf drei Mandate zulegte. In Graz gelang mit Spitzenkandidatin Bianca Gröbner auf Anhieb der Einzug in die Hochschulvertretung der Kunstuniversität Graz. Der Wiedereinzug in die Technische Universität Graz und das zweite Mandat an der Universität Graz entsprachen dem bundesweiten Wachstum.
Mit Spitzenkandidat Lukas Pflanzer konnte nicht nur das zweite Mandat verteidigt, sondern auch ein Stimmenzuwachs von 1.174 (+ 0,71 %) erreicht werden. Die Grazer Bürgermeisterin und KPÖ Graz Vorsitzende Elke Kahr gratulierte zu einem „historischen Erfolg“. Auch konnte man Mandate an der Universität Salzburg und FH Campus Wien erzielen.

## Arbeit in den Gremien
Im Jahr 2018 wurde an der Universität Graz in Zusammenarbeit mit den beiden Oppositionsfraktionen JUNOS und Aktionsgemeinschaft die Affäre rund um den Kauf eines Nespresso-Kaffeeautomaten durch die ÖH-Exekutive bestehend aus Unabhängige Fachschaftslisten, VSStÖ und GRAS, aufgedeckt. Sowohl der ÖH-Vorsitzende Bernhard Wieser, als auch der Finanzreferent Amar Menkovic hätten weder die Mandatare der Hochschulvertretung, noch den Finanzausschuss über eine solche Anschaffung informiert. Finanzausschussvorsitzender Georg Erkinger vom KSV kritisierte die Anschaffung massiv und kalkulierte die Gesamtkosten auf mehr als 40.000 Euro innerhalb einer Laufzeit von 10 Jahren. Als die Kritik in den Medien und Sozialen Netzwerken immer größer wurde, trat der ÖH-Vorsitzende Bernhard Wieser zurück.

## Publikationen
In unregelmäßigen Abständen erscheint die Zeitschrift Unitat als Periodikum des Bundes-KSV. Weiters publiziert der KSV Graz pro Semester zwei Ausgaben der Zeitschrift rotcrowd.

## Bekannte ehemalige Aktivisten des KSV
- Walter Baier (* 1954), österreichischer Politiker
- Klaus Eberhartinger (* 1950), österreichischer Sänger
- Robert Krotzer (* 1987), österreichischer Politiker
- Klaus Luger (* 1960), österreichischer Politiker
- Kurt Palm (* 1955), österreichischer Regisseur und Autor
- Josef Ehmer (1948–2023), österreichischer Historiker
- Andreas Peham (* 1967), österreichischer Rechtsextremismus- und Antisemitismusforscher